# أغيديل
أغيديل (بالروسية: Агидель) هي إحدى مدن روسيا في الكيان الفدرالي الروسي باشكورتوستان.